# PayMaster
PayMaster — российская компания, платёжный агрегатор, предоставляющий услуги интернет-эквайринга.
Начиная с 2016 года, компания регулярно входит в Топ-10 российских сервисов приёма онлайн-платежей, занимая около 2% рынка.

## История
Компания была основана в 2010 году для организации приёма платежей в интернете юридическими лицами, индивидуальными предпринимателями, а с 2019 года – и самозанятыми.
Поддерживает разнообразные варианты приёма оплаты для интернет-магазинов, других веб-платформ (банковские карты, СБП и т.д.), а также в офлайн-формате, для торговых точек через QR-код СБП. Работает с различными банковскими организациями как платёжный агент.
В 2012 году компания представила первую версию протокола для приема безналичной оплаты в интернете.
В период с 2012 по 2016 год платёжное решение компании было внедрено в более чем в 30 различных CMS и платформ продажи товаров и услуг.
В 2017 году компания разработала решение по фискализации безналичных платежей через онлайн-кассы в соответствии с требованиями 54-ФЗ.
В 2018 году было представлено решение для проведения безопасных сделок escrow между продавцами и покупателями, а также компания внедрила решение для приёма офлайн-платежей WebMoney с помощью QR-кодов.
В 2019 году PayMaster разработал решение для приёма платежей по QR-коду для офлайн-касс. В этом же году был запущен проект приёма оплаты через QR (WeChat Pay) в более чем 600 точках быстрого питания сети Burger King.
В 2020 году компания в числе первых платёжных агрегаторов России начала предоставлять услуги по подключению офлайн-магазинов к системе быстрых платежей. Внедрено решение по приему оплаты СБП на вендинговых аппаратах.
В январе 2021 года был запущен проект приёма оплаты через QR-код СБП на более чем 350 АЗС «Шелл» в различных регионах России.
В июле 2021 года запущен проект приёма бесконтактной оплаты через систему быстрых платежей в объединённой сети кинотеатров «Синема Парк» и «Формула Кино».
В 2022 году компанией представлена вторая версия протокола приёма безналичной оплаты с ориентацией на высокие нагрузки и стандарты безопасности при проведении платежа. Совместно с компанией «1С», PayMaster реализовал решение для приёма оплаты СБП в программных продуктах 1С. Функционал приёма оплаты, стал доступен для подключения в начале 2022 года.
В июне 2022 года PayMaster реализовал техническое решение привязки счёта плательщика и последующего рекуррентного списания через СБП.